# Parijs-Camembert
Parijs-Camembert (of Trophée Lepetit) is een Franse eendaagse wielerwedstrijd, vernoemd naar hoofdstad Parijs en de plaats Camembert en naamgever van de gelijknamige kaassoort, die doorgaans in april wordt verreden.
De wedstrijd werd voor het eerst verreden in 1906 als Parijs-Vimoutiers en werd georganiseerd door de gemeente Vimoutiers (zo'n vier kilometer noordelijk van Camembert gelegen). In 1934 werd onder dezelfde naam de eerste editie georganiseerd door de VC Vimonastérien, gemeente, de handelsvereniging en de plaatselijke krant. Hiermee start de organisatie de opvolgende telling, waarbij de oorlogsedities 1942-1944 niet worden meegeteld. Vanaf 1943 werd de wedstrijd als Parijs-Camembert verreden. De meestal meer dan 200 kilometer tellende koers startte tot 2014 nabij Parijs in het 78e departement (tot 1968 Seine-et-Oise, daarna Yvelines) in achtereenvolgens Versailles, Rambouillet en Magnanville. Sinds 2015 is Pont-Audemer in het departement Eure (regio Normandië) de startplaats. Tot 2016 was Vimoutiers in het 61e departement Orne (regio Normandië) de finishplaats. Van 2017-2021 was dit Livarot (gemeente Livarot-Pays-d'Auge) in het departement Calvados (eveneens regio Normandië).
De wedstrijd maakte vanaf de oprichting in 1992 tot en met 2024 deel uit van de Coupe de France en sinds 2005 van de Europe Tour van de UCI en is als een 1.1-wedstrijd gecategoriseerd.
Jarenlang werd gezegd dat de winnaar zijn lichaamsgewicht in Camembert-kaas kreeg dit bleek een fabeltje te zijn dat jarenlang de ronde bleef doen. Wel kreeg de winnaar een aantal kazen als prijs.

## Start- en finishplaatsen
| Versailles - Vimoutiers   | 1906-1962  |
| Rambouillet - Vimoutiers  | 1963-1990  |
| Magnanville - Vimoutiers  | 1991-2014  |
| Pont-Audemer - Vimoutiers | 2015-2016  |
| Pont-Audemer - Livarot    | 2017-2022  |
| Magnanville - Livarot     | 2023-heden |

## Lijst van winnaars

### Meervoudige winnaars
| Overwinningen | Renner            | Jaren            |
| ------------- | ----------------- | ---------------- |
| 3             | Laurent Brochard  | 2001, 2003, 2005 |
| 2             | Nicolas Barone    | 1958, 1959       |
| 2             | Joseph Groussard  | 1957, 1960       |
| 2             | Georges Chappe    | 1967, 1970       |
| 2             | Raymond Martin    | 1975, 1979       |
| 2             | Christian Jourdan | 1982, 1983       |
| 2             | Hubert Linard     | 1977, 1984       |
| 2             | Dorian Godon      | 2020, 2021       |
| 2             | Benoît Cosnefroy  | 2019, 2024       |

### Overwinningen per land
N.B. exclusief 1906, 1942-1944
| Overwinningen | Land                                                                 |
| ------------- | -------------------------------------------------------------------- |
| 69            | Frankrijk                                                            |
| 5             | Nederland                                                            |
| 3             | Italië                                                               |
| 2             | Denemarken                                                           |
| 1             | België, Duitsland, Kazachstan, Oekraïne, Spanje, Zweden, Zwitserland |
| 86            |                                                                      |